# Честер (Массачусетс)
Честер (англ. Chester) — місто (англ. town) в США, в окрузі Гемпден штату Массачусетс. Населення — 1228 осіб (2020).

## Демографія
Згідно з переписом 2010 року, у місті мешкало 1337 осіб у 543 домогосподарствах у складі 374 родин. Було 645 помешкань
Расовий склад населення:
| - 98,7 % — білих - 0,1 % — чорних або афроамериканців - 0,1 % — азіатів |

До двох чи більше рас належало 0,9 %. Частка іспаномовних становила 1,1 % від усіх жителів.
За віковим діапазоном населення розподілялося таким чином: 21,5 % — особи молодші 18 років, 64,6 % — особи у віці 18—64 років, 13,9 % — особи у віці 65 років та старші. Медіана віку мешканця становила 45,0 року. На 100 осіб жіночої статі у місті припадало 105,4 чоловіків;  на 100 жінок у віці від 18 років та старших — 107,1 чоловіків також старших 18 років.
Середній дохід на одне домашнє господарство  становив 83 045 доларів США (медіана — 76 250), а середній дохід на одну сім'ю — 91 703 долари (медіана — 80 469). Медіана доходів становила 52 159 доларів для чоловіків та 43 500 доларів для жінок. За межею бідності перебувало 6,4 % осіб, у тому числі 9,5 % дітей у віці до 18 років та 3,5 % осіб у віці 65 років та старших.
Цивільне працевлаштоване населення становило 803 особи. Основні галузі зайнятості: освіта, охорона здоров'я та соціальна допомога — 18,3 %, виробництво — 13,8 %, роздрібна торгівля — 11,8 %.